# Едер Альварес Баланта
Едер Альварес Баланта (ісп. Éder Álvarez Balanta; нар. 28 лютого 1993, Богота) — колумбійський футболіст, захисник бельгійського клубу «Брюгге» та національної збірної Колумбії, який на правах оренди виступає за Шальке 04.

## Клубна кар'єра
Народився 28 лютого 1993 року в місті Богота. Вихованець місцевого клубу «Академія», а також юнацької команди аргентинського «Рівер Плейта».
У дорослому футболі дебютував 2012 року виступами за «Рівер Плейт», кольори якого захищав протягом чотирьох років.
2016 року перебрався до Європи, де уклав контракт зі швейцарським «Базелем». Протягом трьох сезонів був серед основних виконавців у захисній ланці одного з лідерів швейцарського футболу.
2 вересня 2019 року уклав трирічний контракт з бельгійським «Брюгге».

## Виступи за збірні
Протягом 2011—2013 років залучався до складу молодіжної збірної Колумбії. На молодіжному рівні зіграв у 6 офіційних матчах.
2014 року дебютував в офіційних матчах у складі національної збірної Колумбії, вийшовши на поле у товариській грі проти збірної Тунісу.
| Дата       | Місто               | Господарі | Результат | Гості     | Турнір             | Голи | Примітки |
| ---------- | ------------------- | --------- | --------- | --------- | ------------------ | ---- | -------- |
| 5-3-2014   | Курналя-да-Любрагат | Колумбія  | 1 – 1     | Туніс     | товариський матч   | -    | 66'      |
| 31-5-2014  | Буенос-Айрес        | Колумбія  | 3 – 0     | Сенегал   | товариський матч   | -    | 66'      |
| 6-6-2014   | Буенос-Айрес        | Колумбія  | 3 – 0     | Йорданія  | товариський матч   | -    | 46'      |
| 24-6-2014  | Куяба               | Японія    | 1 – 4     | Колумбія  | ЧС 2014 - 1-й етап | -    |          |
| 11-10-2014 | Гаррісон            | Колумбія  | 3 – 0     | Сальвадор | товариський матч   | -    |          |
| 8-9-2015   | Гаррісон            | Колумбія  | 1 – 1     | Перу      | товариський матч   | -    | 66'      |
| 15-11-2016 | Сан-Хуан            | Аргентина | 3 – 0     | Колумбія  | Відбір до ЧС 2018  | -    | 59'      |
| 14-11-2017 | Чунцін              | КНР       | 0 – 4     | Колумбія  | товариський матч   | -    | 75'      |
| Усього     |                     | Матчів    | 8         |           | Голів              | 0    |          |

## Титули і досягнення
- Володар Південноамериканського кубка (1):

Рівер Плейт: 2014
- Володар Кубка банку Суруга (1):

«Рівер Плейт»: 2015
- Володар Рекопи Південної Америки (1):

Рівер Плейт: 2015
- Володар Кубка Лібертадорес (1):

Рівер Плейт: 2015
- Чемпіон Швейцарії (1):

«Базель»: 2016-17
- Володар Кубка Швейцарії (2):

"Базель: 2016-17, 2018-19
- Чемпіон Бельгії (3):

"Брюгге : 2019-20, 2020-21, 2021-22
- Володар Суперкубка Бельгії (2):

«Брюгге»: 2021, 2022